# Luka Kamber
Luka Kamber (* 1. Dezember 1994 in Berlin) ist ein deutsch-kroatischer Basketballspieler. 

## Werdegang
Der aus der Jugendarbeit des TuS Lichterfelde stammende Kamber wurde 2010 mit der Mannschaft der damals in Berlin bestehenden Internationalen Basketball-Akademie (IBBA) deutscher U16-Meister. Er setzte ab 2011 seine Ausbildung im Nachwuchs von Alba Berlin fort und wurde in die kroatische Juniorennationalmannschaft berufen.
2013 ging Kamber in die Vereinigten Staaten, brachte ein Jahr an der University of Louisiana at Lafayette zu und studierte Wirtschaftsinformatik. In zwölf Einsätzen erzielte er eine Gesamtsumme von acht Punkten. Er nahm anschließend einen Hochschulwechsel vor, spielte von 2014 bis 2016 für die ebenfalls der ersten NCAA-Division zugehörigen Mannschaft der Nicholls State University. Er kam auf 63 Einsätze und je Begegnung auf einen Durchschnitt von 4,9 Punkten.
Zu Beginn der Saison 2017/18 stand Kamber in Diensten des kroatischen Erstligisten KK Alkar in der Stadt Sinj. Nach fünf Ligaspielen (1 Punkt und 1,4 Rebounds/Spiel) verließ er die Mannschaft und spielte ab November 2017 bis zum Ende der Saison beim RSV Eintracht in der deutschen 2. Bundesliga ProB. In der Sommerpause 2018 wechselte er innert der 2. Bundesliga ProB zu den Dresden Titans. In der Saison 2019/20 war er in derselben Spielklasse Mitglied der Scanplus Baskets Elchingen. Mit der Mannschaft gewann er die Meisterschaft in der Südstaffel der 2. Bundesliga ProB.
Kamber nahm im Sommer 2020 ein Angebot des österreichischen Erstligisten Arkadia Traiskirchen an. In 25 Ligaeinsätzen verbuchte er für die Niederösterreicher im Durchschnitt 9,8 Punkte und 5,3 Rebounds. Zur Saison 2021/22 ging Kamber nach Deutschland zurück und wurde vom Zweitligisten Kirchheim Knights mit einem Vertrag ausgestattet. In Kirchheim wurde er wie in Elchingen Spieler von Trainer Igor Perović. Für Kirchheim erzielte Kamber im Verlauf der Zweitligasaison 2021/22 im Schnitt 3,7 Punkte sowie 2 Rebounds je Begegnung.
Im Sommer 2022 wechselte Kamber zu den SBB Baskets Wolmirstedt in die dritthöchste deutsche Spielklasse, 2. Bundesliga ProB. Mit der Mannschaft erreichte er 2023 das Halbfinale, Kamber kam in 28 Einsätzen für Wolmirstedt auf einen Mittelwert von 7,6 Punkten. Zur Spielzeit 2023/24 schloss er sich dem österreichischen Zweitligaverein BBU Salzburg an.